# Phishing

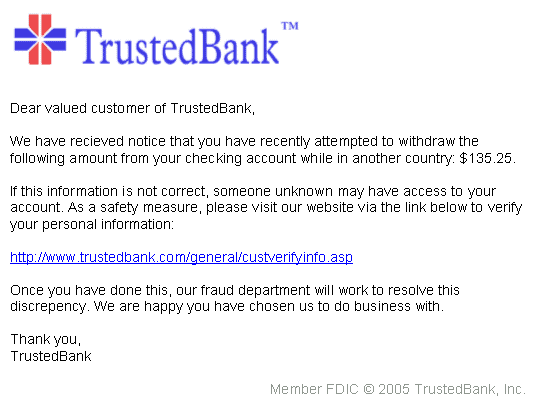
Un esempio di mail di phishing, che si finge da una banca fittizia. Il mittente cerca di ingannare il destinatario facendogli mettere le sue credenziali sul sito del phisher.
Nota: anche se l'URL può sembrare legittimo non è detto che lo sia (il link può infatti mandare ad un indirizzo differente)

Il phishing è un tipo di truffa effettuata su Internet attraverso la quale un malintenzionato cerca di ingannare la vittima convincendola a fornire informazioni personali, dati finanziari o codici di accesso, fingendosi un ente affidabile in una comunicazione digitale.
Il termine phishing è una variante di fishing (letteralmente "pescare" in lingua inglese), probabilmente influenzato da phreaking e allude all'uso di tecniche sempre più sofisticate per "pescare" dati finanziari e password di un utente. La parola può anche essere collegata al linguaggio leet, nel quale la lettera f è comunemente sostituita con ph. La teoria popolare che si tratti di un portmanteau di password harvesting è un esempio di pseudoetimologia.

## Descrizione
Si tratta di un'attività illegale che sfrutta una tecnica di ingegneria sociale: il malintenzionato effettua un invio massivo di messaggi che imitano, nell'aspetto e nel contenuto, messaggi legittimi di fornitori di servizi; tali messaggi fraudolenti richiedono di fornire informazioni riservate come, ad esempio, il numero della carta di credito o la password per accedere ad un determinato servizio. Per la maggior parte è una truffa perpetrata usando messaggi di posta elettronica, ma non mancano casi simili che sfruttano altri mezzi, quali i messaggi SMS.
Il phishing è una minaccia attuale, il rischio è ancora maggiore nei social media come Facebook, Instagram, TikTok e Twitter. Degli hacker potrebbero infatti creare un clone del sito e chiedere all'utente di inserire le sue informazioni personali. Gli hacker comunemente traggono vantaggio dal fatto che questi siti vengono utilizzati a casa, al lavoro e nei luoghi pubblici per ottenere le informazioni personali o aziendali.
Secondo un’indagine realizzata nel 2019, solo il 17,93 per cento degli intervistati sarebbe in grado di identificare tutti i diversi tipi di phishing (tra cui email o SMS contenenti link malevoli o siti web che replicano delle pagine legittime).

## Storia
Una tecnica di phishing è stata descritta nel dettaglio in un trattato presentato nel 1987 all'International HP Users Group, Interex.
La prima menzione registrata del termine phishing è sul newsgroup di Usenet alt.online-service.america-online il 2 gennaio 1996, malgrado il termine possa essere apparso precedentemente nell'edizione stampata della rivista per hacker 2600.
Secondo Ghosh ci sono stati 445 004 attacchi nel 2012, 258 461 nel 2011 e 187 203 nel 2010, mostrando che la minaccia del phishing è in aumento.
| Anno | Gennaio | Febbraio | Marzo   | Aprile  | Maggio  | Giugno  | Luglio  | Agosto  | Settembre | Ottobre | Novembre | Dicembre | Totale    |
| ---- | ------- | -------- | ------- | ------- | ------- | ------- | ------- | ------- | --------- | ------- | -------- | -------- | --------- |
| 2005 | 12 845  | 13 468   | 12 883  | 14 411  | 14 987  | 15 050  | 14 135  | 13 776  | 13 562    | 15 820  | 16 882   | 15 244   | 173 063   |
| 2006 | 17 877  | 17 163   | 18 480  | 17 490  | 20 109  | 28 571  | 23 670  | 26 150  | 22 136    | 26 877  | 25 816   | 23 787   | 268 126   |
| 2007 | 29 930  | 23 610   | 24 853  | 23 656  | 23 415  | 28 888  | 23 917  | 25 624  | 38 514    | 31 650  | 28 074   | 25 683   | 327 814   |
| 2008 | 29 284  | 30 716   | 25 630  | 24 924  | 23 762  | 28 151  | 24 007  | 33 928  | 33 261    | 34 758  | 24 357   | 23 187   | 335 965   |
| 2009 | 34 588  | 31 298   | 30 125  | 35 287  | 37 165  | 35 918  | 34 683  | 40 621  | 40 066    | 33 254  | 30 490   | 28 897   | 412 392   |
| 2010 | 29 499  | 26 909   | 30 577  | 24 664  | 26 781  | 33 617  | 26 353  | 25 273  | 22 188    | 23 619  | 23 017   | 21 020   | 313 517   |
| 2011 | 23 535  | 25 018   | 26 402  | 20 908  | 22 195  | 22 273  | 24 129  | 23 327  | 18 388    | 19 606  | 25 685   | 32 979   | 284 445   |
| 2012 | 25 444  | 30 237   | 29 762  | 25 850  | 33 464  | 24 811  | 30 955  | 21 751  | 21 684    | 23 365  | 24 563   | 28 195   | 320 081   |
| 2013 | 28 850  | 25 385   | 19 892  | 20 086  | 18 297  | 38 100  | 61 453  | 61 792  | 56 767    | 55 241  | 53 047   | 52 489   | 491 399   |
| 2014 | 53 984  | 56 883   | 60 925  | 57 733  | 60 809  | 53 259  | 55 282  | 54 390  | 53 661    | 68 270  | 66 217   | 62 765   | 704 178   |
| 2015 | 49 608  | 55 795   | 115 808 | 142 099 | 149 616 | 125 757 | 142 155 | 146 439 | 106 421   | 194 499 | 105 233  | 80 548   | 1 413 978 |
| 2016 | 99 384  | 229 315  | 229 265 | 121 028 | 96 490  | 98 006  | 93 160  | 66 166  | 69 925    | 51 153  | 64 324   | 95 555   | 1 313 771 |
| 2017 | 96 148  | 100 932  | 121 860 | 87 453  | 93 285  | 92 657  | 99 024  | 99 172  | 98 012    | 61 322  | 86 547   | 85 744   | 1 122 156 |
| 2018 | 89 250  | 89 010   | 84 444  | 91 054  | 82 547  | 90 882  | 93 078  | 89 323  | 88 156    | 87 619  | 64 905   | 87 386   | 1 040 654 |
| 2019 | 34 630  | 35 364   | 42 399  | 37 054  | 40 177  | 34 932  | 35 530  | 40 457  | 42 273    | 45 057  | 42 424   | 45 072   | 475 369   |

### Prime azioni di phishing su AOL
Il phishing su AOL era strettamente connesso alla comunità warez che scambiava software senza licenza. AOHell, rilasciato all'inizio del 1995, era un programma con lo scopo di attaccare gli utenti di AOL fingendosi un rappresentante della compagnia AOL. Nel tardo 1995 AOL applicò misure per prevenire l'apertura di account usando carte di credito false, generate tramite algoritmo. I cracker iniziarono ad attaccare i veri utenti con lo scopo di ottenere i loro profili.

### Transizione a operazioni più ampie
L'aver ottenuto gli account di AOL poteva aver permesso ai phishers l'utilizzo improprio delle carte di credito, ma ha soprattutto portato alla realizzazione che potessero essere attuabili attacchi verso sistemi di pagamento. Il primo attacco diretto conosciuto contro un sistema di pagamento è stato ad E-Gold nel giugno 2001, che è stato seguito da "post-9/11 id check". Entrambi vennero visti al tempo come fallimenti, ma possono essere ora visti come primi esperimenti per attacchi più complessi per banche tradizionali. Nel settembre 2003 c'è stato il primo attacco a una banca, ed è stato riportato da The Banker in un articolo scritto da Kris Sangani intitolato "Battle Against Identity Theft.".
Nel 2004 il phishing era riconosciuto come una parte completamente affermata dell'economia del crimine: emersero specializzazioni su scala globale per portare a termine le operazioni, che venivano sommate per gli attacchi finali.
Nel 2011 una campagna di phishing cinese ha avuto come obiettivi gli account Gmail di alti ufficiali di governo e dell'esercito degli Stati Uniti e del Sud Korea, come anche di attivisti cinesi. Il governo cinese ha negato ogni accusa di aver preso parte a questo attacco partito dal suo territorio, ma ci sono prove che l'Esercito Popolare di Liberazione abbia assistito nello sviluppo del software di cyber-attacco.

## Tecniche di phishing

### Attacchi rilevanti di phishing
| Data     | Vittima         | Dettagli attacco |
| -------- | --------------- | --- |
| nov 2013 | Target (negozi) | 110 milioni di utenze comprensive di carta di credito rubate, attraverso il phishing di un account di un subappaltatore. Il CEO e lo staff della sicurezza IT sono stati licenziati. |
| mar 2011 | RSA Security    | Lo staff interno di RSA è stato vittima di phishing, portando all'accesso delle master key e al furto di tutti i token RSA SecurID, che sono stati in seguito usati per far breccia all'interno dei fornitori per la difesa US.                                                                               |
| set 2014 | Home Depot      | Le informazioni personali e della carta di credito di 100+ milioni di clienti di tutti i 2200 Home Depot sono stati messi in vendita su siti di hacking. |
| nov 2014 | ICANN           | Sono stati ottenuti accessi amministrativi al Centralized Zone Data System, permettendo agli attaccanti di accedere ai file di zona e ai dati degli utenti del sistema. Oltre a ciò è stato ottenuto anche all'ICANN's public Governmental Advisory Committee wiki, blog, e al portale di informazioni whois. |

Un grafico che mostra l'incremento delle segnalazioni di phishing da ottobre 2004 a giugno 2005

Il servizio di condivisione file RapidShare è stato vittima del phishing per ottenere le credenziali di account premium, che non hanno vincoli di velocità e numero di download.
Gli attaccanti che hanno avuto accesso al database di TD Ameritrade contenente 6,3 milioni di indirizzi mail lanciarono successivamente un attacco phishing alle suddette mail per ottenere username e password.
Quasi la metà dei furti di credenziali tramite phishing nel 2006 sono stati commessi da gruppi che operavano tramite la Russian Business Network con sede a San Pietroburgo.
Nel terzo quadrimestre del 2009 il Anti-Phishing Working Group ha riportato di aver avuto 115 370 segnalazioni di mail di phishing dai consumatori USA con la Cina che ospitava più del 25% delle pagine incriminate.
Dal dicembre 2013 il ransomware Cryptolocker ha infettato 250 000 pc. Inizialmente l'obiettivo era l'utenza business ed è stato usato un archivio Zip allegato a una mail che sostiene di essere da parte di una lamentela di un consumatore e per passare successivamente a un pubblico più vasto usando una mail riguardante un problema con un assegno. Il ransomware crittografava i file e richiedeva un riscatto per ottenere la chiave di decifrazione (in modo da poter riavere i file). Secondo SecureWorks più dello 0.4% degli infetti ha pagato il riscatto.
Metodologia generale di attacco
Il processo standard delle metodologie di attacco di phishing può riassumersi nelle seguenti fasi:
1. l'utente malintenzionato (phisher) spedisce a un utente un messaggio email che simula, nella grafica e nel contenuto, quello di una istituzione nota al destinatario (per esempio la sua banca, il suo provider web, un sito di aste online a cui è iscritto).
2. l'e-mail contiene quasi sempre avvisi di particolari situazioni o problemi verificatesi con il proprio conto corrente/account (ad esempio un addebito enorme, la scadenza dell'account, ecc.) oppure un'offerta di denaro.
3. l'e-mail invita il destinatario a seguire un link, presente nel messaggio, per evitare l'addebito e/o per regolarizzare la sua posizione con l'ente o la società di cui il messaggio simula la grafica e l'impostazione (Fake login).
4. il link fornito, tuttavia, non porta in realtà al sito web ufficiale, ma a una copia fittizia apparentemente simile al sito ufficiale, situata su un server controllato dal phisher, allo scopo di richiedere e ottenere dal destinatario dati personali particolari, normalmente con la scusa di una conferma o la necessità di effettuare una autenticazione al sistema; queste informazioni vengono memorizzate dal server gestito dal phisher e quindi finiscono nelle mani del malintenzionato.
5. il phisher utilizza questi dati per acquistare beni, trasferire somme di denaro o anche solo come "ponte" per ulteriori attacchi.

Talora, l'e-mail contiene l'invito a cogliere una nuova "opportunità di lavoro" (quale operatore finanziario o financial manager), consistente nel fornire le coordinate bancarie del proprio conto online per ricevere l'accredito di somme che vanno poi ri-trasferite all'estero tramite sistemi di trasferimento di denaro (Western Union o Money Gram), trattenendo una percentuale dell'importo, che può arrivare a cifre molto alte. In realtà si tratta del denaro rubato con il phishing, per il quale il titolare del conto online beneficiario, spesso in buona fede, commette il reato di riciclaggio di denaro sporco. Quest'attività comporta per il phisher la perdita di una certa percentuale di quanto è riuscito a sottrarre, ma esiste comunque un interesse a disperdere il denaro sottratto in molti conti correnti e a fare ritrasferimenti in differenti Paesi, perché così diviene più difficile risalire alla identità del criminale informatico e ricostruire compiutamente il meccanismo illecito. Peraltro, se i trasferimenti coinvolgono più Paesi, i tempi per la ricostruzione dei movimenti bancari si allungano, poiché spesso serve una rogatoria e l'apertura di un procedimento presso la magistratura locale di ogni Paese interessato.

#### Lista dei tipi di phishing
PhishingIl phishing è un tipo di truffa effettuata su Internet attraverso la quale un malintenzionato cerca di ottenere informazioni personali, dati finanziari o codici di accesso, fingendosi un ente affidabile in una comunicazione digitale.
Spear phishingUn attacco mirato verso un individuo o una compagnia è stato denominato spear phishing.  Gli attaccanti potrebbero cercare informazioni sull'obiettivo per poter incrementare le probabilità di successo. Questa tecnica è, alla lunga, la più diffusa su internet, con una quota del 91% degli attacchi.
Clone phishingÈ un tipo di phishing in cui una mail legittima viene modificata negli allegati o nei link e rimandata ai riceventi, dichiarando di essere una versione aggiornata. Le parti modificate della mail sono volte a ingannare il ricevente. Questo attacco sfrutta la fiducia che si ha nel riconoscere una mail precedentemente ricevuta.
WhalingDi recente molti attacchi di phishing sono stati indirizzati verso figure di spicco di aziende o enti e il termine whaling è stato coniato per questi tipi di attacco. Viene mascherata una mail/ pagina web con lo scopo di ottenere delle credenziali di un manager. Il contenuto è creato su misura per l'obiettivo, è spesso scritto come un subpoena legale, un problema amministrativo o una lamentela di un cliente. Sono state utilizzate anche mail identiche a quelle dell'FBI cercando di forzare il ricevente a scaricare e installare del software.

### Manipolazione dei link
La maggior parte dei metodi di phishing usa degli exploit tecnici per far apparire i link nelle mail come quelli autentici. Altri trucchetti diffusi sono utilizzare URL scritte male, oppure usando sottodomini ad esempio http://www.tuabanca.it.esempio.com/, può sembrare a prima vista un sito legittimo, ma in realtà sta puntando a un sottodominio di un altro sito. Un'altra metodologia è registrare un dominio lavorando su lettere visivamente simili, ad esempio "a" ed "e" oppure, utilizzando lo stesso dominio, cambiano il suffisso da ".it" a ".com".
Un altro metodo usato dai truffatori è quello di inserire la @ dopo l'indirizzo reale, seguita dall'indirizzo fraudolento, camuffando il secondo con un formato differente (ad esempio: IP); in questo modo l'utente truffato viene indirizzato all'indirizzo fraudolento, essendo il testo che precede la chiocciola ignorata dal browser.

### Aggiramento dei filtri
I phisher hanno iniziato, col tempo, a mascherare il testo inserendolo in immagini, in questo modo i filtri anti-phishing hanno più difficoltà nell'identificazione delle minacce.  Questo ha portato sull'altro lato a una evoluzione dei filtri, ora capaci di trovare testo in immagini. Questi filtri usano la tecnologia OCR (riconoscimento ottico dei caratteri).

### Contraffazione di un sito web
Quando una vittima visita un sito di phishing l'attacco non è terminato. Nella pagina possono essere infatti presenti comandi JavaScript per alterare la barra degli indirizzi.  Può essere fatto o mettendo un'immagine nella barra degli indirizzi o chiudendo la finestra e aprendone una nuova con l'indirizzo legittimo.
Un attaccante può anche usare vulnerabilità in un sito fidato e inserire i suoi script malevoli.  Questi tipi di attacco, conosciuti come cross-site scripting sono particolarmente problematici perché tutto sembra legittimo, compresi i certificati di sicurezza. In realtà tutto è fatto ad hoc per portare a termine l'attacco, rendendolo molto difficile da individuare senza conoscenze specialistiche. Un attacco di questo tipo è stato utilizzato nel 2006 contro PayPal.
Alcuni software, peraltro gratuiti, permettono di creare un sito web "clone". In pochi passaggi prelevano la struttura e le immagini in modo identico all'originale senza alcun sforzo e/o senza alcuna conoscenza informatica. Solo a quel punto l'attaccante inserirà al proprio interno il login per catturare le credenziali di accesso, indirizzando le credenziali al suo database o più semplicemente in un file di testo. Generalmente adottano due principi: accetta tutte le password, senza alcuna correttezza delle informazioni inserite o rifiuta tutte le password, proponendo così di recuperare la password dimenticata.

### Phishing telefonico
Non sempre il phishing implica l'utilizzo di un sito web o di mail. Quando il numero indicato (gestito dal phisher, di solito si tratta di un numero Voice over IP) nel messaggio viene chiamato viene chiesto all'utente il proprio PIN. Il vishing (voice phishing) qualche volta utilizza un finto numero di chiamante, in modo da dare l'apparenza di un'organizzazione fidata.
In alcuni casi il phisher cerca di ottenere in maniera fraudolenta tramite WhatsApp, non dati finanziari o codici pin, ma copie di documenti d'identità che utilizzerà poi per successive truffe.

### Phishing tramite SMS
Si chiama SMishing l'imbroglio perpetrato tramite [SMS].
Esistono sostanzialmente tre varianti di questa truffa:
- vengono inviati messaggi sms agli utenti, che fingono di riguardare una spedizione di un pacco.
- vengono inviati messaggi sms agli utenti, che dicono che ci siano stati dei problemi con i loro account bancari.
- vengono inviati messaggi sms agli utenti, che contengono Malware.

### Phishing tramite Codice QR
Con un Codice QR i criminali informatici potrebbero cercare di dirottare l'ignaro utente su un sito appositamente allestito per truffarlo.

## Anti-phishing
Fino al 2007 l'adozione di strategie anti-phishing per proteggere i dati personali e finanziari era bassa.  Ora ci sono molte tecniche per combattere il phishing, incluse leggi e tecnologie create ad hoc per la protezione. Queste tecniche includono passi che possono essere usati sia da individui che da organizzazioni.
Telefoni, siti web e email di phishing possono essere riportati alle autorità, come descritto in questa sezione.

### Istruzione
Una strategia per combattere il phishing è istruire le persone a riconoscere gli attacchi e ad affrontarli. L'educazione può essere molto efficace, specialmente se vengono enfatizzati alcuni concetti  e fornito un feedback diretto.
L'Anti-Phishing Working Group, un ente di rinforzo per la sicurezza, ha suggerito che le tecniche di phishing convenzionali potrebbero diventare obsolete in futuro, con la crescente consapevolezza delle persone delle tecniche di social engineering usate dai phisher.  Ha inoltre predetto che il pharming e diversi usi di malware diventeranno più comuni per rubare informazioni.
Tutti possono aiutare il pubblico incoraggiando pratiche sicure ed evitando quelle pericolose. Sfortunatamente anche i giocatori noti sono conosciuti per incitare gli utenti a pratiche rischiose, ad esempio richiedendo ai propri utenti di rivelare le loro password a servizi di terze parti, come ad esempio la mail.

### Risposta tecnica
Misure di anti-phishing sono state implementate nei browser, come estensioni o barre degli utensili, e come parte delle procedure di login. Sono anche disponibili software contro il phishing.
Certamente è utile leggere con attenzione la mail ricevuta sia il mittente che il corpo del messaggio. L'attaccante provvederà ad inviare un testo dove le emozioni vengono solleticate e si tenderà ad essere precipitosi nel voler riparare il problema descritto. Per questo motivo la contromisura migliore è di non dar seguito alla mail ma aprire una nuova pagina nel browser e contattare direttamente il sito dall'url di cui si è a conoscenza o cercare direttamente dal motore di ricerca. Di seguito ci sono alcuni dei principali approcci al problema.

#### Aiuti nell'identificare i siti legittimi
La maggior parte dei siti bersaglio del punishing sono protetti da SSL con una forte crittografia, dove l'URL del sito web è usata come identificativo. Questo dovrebbe in teoria confermare l'autenticità del sito, ma nella pratica è facile da aggirare. La vulnerabilità che viene sfruttata sta nella user interface (UI) del browser. Nell'url del browser viene poi indicata con dei colori la connessione utilizzata (blocco verde per certificato EV, scritta https in verde).

#### Browser che allertano l'utente quando visitano siti truffaldini
Un altro approccio popolare per combattere il phishing è quello di mantenere una lista dei siti noti per phishing e controllare se l'utente li visita. Tutti i browser popolari incorporano questo tipo di protezione. Alcune implementazioni di questo approccio mandano gli URL visitati a un servizio centrale, che ha suscitato preoccupazione per la privacy. Una protezione di questo tipo può essere applicata anche a livello di DNS, filtrando a monte le richieste pericolose, questo approccio può essere applicato a ogni browser, ed è simile all'uso di un file host (un file in cui si definiscono destinazioni personalizzati per domini).

#### Argomentare i login con password
Il sito di Bank of America  è uno dei molti siti che ha adottato questo sistema, consiste nel far scegliere all'iscrizione un'immagine all'utente, e mostrare questa immagine ad ogni login successivo. In questo modo essendo l'immagine nota solo all'utente e al sito legittimo in un eventuale attacco di phishing questa sarebbe assente o sbagliata. Purtroppo però molti studi hanno suggerito che l'utente ignori la mancanza della sua immagine personale e immetta comunque la sua password.

#### Eliminazione delle mail di phishing
Si agisce su una delle fonti del phishing, nello specifico si cerca di eliminare le mail attraverso filtri specializzati contro la spam, diminuendo le minacce diminuiscono le possibilità di essere ingannati. I filtri si basano sul apprendimento automatico e l'elaborazione del linguaggio naturale per classificare le mail a rischio.  La verifica dell'indirizzo mail è un nuovo approccio.

#### Monitoraggio e blocco
Molte compagnie offrono servizio di monitoraggio e analisi per banche e organizzazioni con lo scopo di bloccare i siti di phishing. I singoli individui possono contribuire riportando tentativi di phishing, a servizi come Google, cyscon o PhishTank. I'Internet Crime Complaint Center noticeboard raccoglie e gestisce allerte per ransomware e phishing.

#### Verifica a 2 passaggi delle transazioni
Prima di autorizzare operazioni sensibili viene mandato un messaggio telefonico con un codice di verifica da immettere oltre la password.

#### Limiti della risposta tecnica
Un articolo di Forbes dell'agosto 2014 argomenta che il phishing resiste alle tecnologie anti-phishing perché un algoritmo non può sopperire in modo completo alle incompetenze umane ("un sistema tecnologico per mediare a debolezze umane") .

## Casi giudiziari e prime condanne penali
Nel 2007 con sentenza del Tribunale di Milano si è avuta, per la prima volta in Italia, la condanna di membri di una associazione transnazionale dedita alla commissione di reati di phishing. Tale sentenza è stata confermata in Cassazione nel 2011.
Nel 2008, con sentenza del Tribunale di Milano, si è invece pervenuti per la prima volta in Italia alla condanna per riciclaggio di soggetti che, quali financial manager, si erano prestati alla attività di incasso e ritrasferimento di somme di denaro provento dei reati di phishing a danno dei correntisti italiani.
Queste due sentenze hanno dunque indicato quali norme possono essere applicate a questo nuovo fenomeno criminale, dal momento che all'epoca in Italia il phishing non era ancora specificatamente regolamentato, a differenza di altre legislazioni - prima fra tutte quella americana - che possiedono norme penali incriminatrici ad hoc.
Solo con la modifica dell'art. 640-ter c.p. (intervenuta con legge 15 ottobre 2013, n. 119) si è avuto un primo intervento normativo idoneo a ricomprendere anche tale particolare fattispecie di furto di identità.

## Risarcimento economico dei danni provocati
Per la normativa italiana, gli istituti di credito non sono tenuti a garantire i clienti da frodi informatiche. Non sono perciò tenute al risarcimento delle somme prelevate indebitamente a causa di una violazione dell'account Internet dei clienti, o della clonazione dei loro bancomat o carte di credito. Un recente provvedimento del GUP di Milano, del 10 ottobre 2008, ha stabilito che solo l'esistenza di un preciso obbligo contrattuale in capo alla banca di tenere indenne il cliente da ogni tipo di aggressione alle somme depositate potrebbe attribuire all'ente la qualifica di danneggiato dal reato.

Grafico raffigurante il numero di "phishing" tra il 2004 e il 2005

I singoli contratti per l'apertura di un conto corrente e la home banking possono prevedere che in specifici casi la banca sia tenuta a risarcire il cliente delle somme indebitamente prelevate. Spesso, l'istituto di credito è coperto dal rischio di furto o smarrimento dei dati identificativi e delle carte. Il costo di questa riassicurazione è ribaltato sui clienti, che talora beneficiano di clausole contrattuali a loro favore per questo tipo di coperture.
L'istituto rifiuta generalmente il risarcimento se il cliente, oltre a perdere la carta, ha smarrito anche il PIN di accesso; in modo analogo, per la home banking rifiuta di risarcire le somme se il cliente ha smarrito la password di accesso insieme al token. Ciò configura negligenza da parte del cliente e l'eventualità del dolo e truffa all'istituto di credito: il cliente potrebbe cedere a terzi i propri dati e la carta, i quali, d'accordo col cliente, potrebbero effettuare dei prelievi, mentre il titolare dichiara lo smarrimento o il furto.
Tuttavia la banca (o altro istituto o società) ha l'onere di applicare sia le misure di sicurezza minime stabilite nel DL 196/03 per tutelare i dati personali del cliente, sia di attuare tutte quelle misure idonee e preventive che, anche in base al progresso tecnico, possono ridurre al minimo i rischi. Infatti in caso di furto delle credenziali, anche se la banca accusa l'utente di esserne responsabile perché potrebbe aver risposto a mail di phishing, è tenuta a dimostrare al giudice di aver attuato tutte le misure (sia quelle minime stabilite che quelle idonee e preventive che vanno valutate di caso in caso con una valutazione del rischio -obbligatoria- e un documento programmatico per la sicurezza) per ridurre al minimo i rischi.
Se la banca non ha attuato misure che in altre banche sono comuni per la prevenzioni delle frodi informatiche, accessi abusivi etc., ad esempio, potrebbe essere tenuta a risarcire l'utente del danno. La Raccomandazione europea n. 489 del 1997 stabilisce che dalla data della comunicazione alla banca di aver subito una truffa (con allegazione della denuncia alla polizia), il titolare del conto non può essere ritenuto responsabile dell'uso che viene fatto del suo conto da parte di terzi, per cui i soldi sottratti devono essergli restituiti.

## Come proteggersi dal Phishing
La regola numero uno, che è necessario tenere a mente quando si naviga su Internet, è quella di fare molta attenzione ai link, e in particolare al modo in cui l'indirizzo (URL) è scritto. Specialmente quando il link ci viene presentato in un messaggio inviato via email, o da sistemi di messaggistica istantanea, anche da persone che conosciamo e di cui ci fidiamo. Questi messaggi possono essere inviati da account compromessi e piccoli errori di "spelling" sono spesso usati dai criminali per trarre in inganno chi li riceve.
Qualora il sito sia notoriamente sicuro e richieda l'inserimento di dati personali, oppure del numero della carta di credito, occorre sempre verificare non solo che la connessione sia sicura (HTTPS), ma anche che il sito web sia effettivamente il sito che dice di essere, controllando attentamente l'indirizzo. Secondo alcune ricerche, oggi più del 70% dei siti di phishing usa connessioni sicure.
Sul web esistono diversi portali che si occupano della lotta alla disinformazione e alle truffe diffuse mediante il web, che consentono di tenersi informati sulle truffe in atto al fine di evitare di cadere nelle trappole dei truffatori.